# 兄弟! 尻が重い
『兄弟!尻が重い』（きょうだいしりがおもい）は、山上龍彦の短編小説および1993年に講談社から刊行された短編集。

## あらすじ
ロケットマン
「小説現代」1992年2月号
市立美術館の学芸員である坂田哲夫は、ぎっくり腰になってしまった。最悪なことに、ちょうど秋の特別展示会のため多忙を極めていて、休むことは出来なかった。とりあえず腰にコルセットがわりのさらしを巻いて、ひとまずタクシーを呼ぼうとしたが、運が悪いことに全て出払っているとの返事を受けた。意を決した坂田は激痛に耐えながら、外でタクシーを拾おうとするのだが……。
兄弟!尻が重い
「ヤングジャンプ特別増刊ミラージュ」1992年1月5日号
深見一郎とその仲間は、年に何度かアット・ホームな酒宴を張る。パーティー会場は仲間の回り持ちで、今回は深見家が担当だった。参加者の名前を反芻していた深見に、妻の準子が大学時代の友人茨目勝から電話があったことを告げる。聞いた深見が椅子から転げ落ちるほど驚いたのには理由があった。なぜなら茨目は前代未聞の長っ尻で、一度座ると最低一週間は動かない男だったからである……。
秋刀魚日和
「ビッグコミック」1991年10月25日号
定年間際の和辻耕三は、24歳になる娘の桂子と二人で暮らしている。美しさと聡明さを兼ね備えた桂子にとりつく男たちを、耕三は力ずくで排除する毎日だった。すでに頭の中では「桂子を結婚させる大プロジェクト」が完成しているからである。そんなある日、桂子が勤務先の貫井和夫との会話を耕三に打ち明けて……。
モ 300
「小説現代」1992年12月号
10歳になる息子が、家の居間に鉄道模型を設置してからおれの帰りは遅くなり、酒量も増えた。幼少時のトラウマによって、通勤にもバスを使うほど極度の鉄道嫌いだったからだ。片付けさせようとしたが、義父も義母も妻も息子の味方であり、娘婿のおれとしてはどうしようもなかった。次第に居間は精緻な大ジオラマへと変わり、同時に車両のコレクションも増え、毎晩悪夢を見ているような気持ちになっていった。ある日、息子が手作りした電車を見て、おれは全身が硬直した。机の上に乗っていた西鉄モ300こそ、トラウマの原因となった車両だったのだ……。
隣人の華
「小説現代」1992年12月号
私の近所に、今井氏が越してきた。明るく健康的で折り目正しい主人に、美しく理知的でつつましやかな妻。まったく非のうちどころのない隣人であったが、夫婦ともに絵描きで時間が不規則になりがちの私たちにとって、それが息苦しい生活の始まりとなった……。
突きの法善寺横丁
「小説現代」1992年8月号
節子と恵子の親娘は、法善寺横町（大阪ではない）を歩いていた。恵子が暴力夫の得雄を弾みで殺してしまい、プロパンガスの爆発に見せかけて証拠を隠滅しようとしていたのである。ふと、節子の足が止まった。慣れないことなので、引火の仕掛けを忘れていたのだ。急いで家の前まで戻ってきた二人は、ドアを叩いているおしゃべりな老女を見て……。
夢の宴
「小説現代」1989年2月号
高須の家に、団地の自治会長がやってきた。機関紙「おばね」の新企画として、各家庭の旦那の出身地を紹介した後で、得意料理を作ってもらうというのだ。料理音痴の高須は困惑し、殿様だった先祖の料理を作ろうとする。父親の元を訪れた高須は、信濃国1万石の高須藩が江戸時代屈指の貧乏藩だったことを知って……。